# Jean Grimaud
Pour l’article ayant un titre homophone, voir Jean Grimod.
Jean Grimaud, né le 1er décembre 1909 à Redon (Ille-et-Vilaine) et mort le 15 février 1993 à Muzillac (Morbihan), est un homme politique français. 

## Carrière politique
Jean Grimaud est maire de Questembert de 1959 à 1977 et membre des Républicains indépendants. Suppléant de Raymond Marcellin dans la première circonscription du Morbihan, il le remplaça à quatre reprises à l'Assemblée nationale :
- du 7 janvier 1963 au 2 avril 1967 (IIe législature) ;
- du 8 mai 1967 au 30 mai 1968 (IIIe législature) ;
- du 13 août 1968 au 1er avril 1973 (IVe législature) ;
- du 6 mai 1973 au 2 avril 1978 (Ve législature).

### Carrière municipale
Pendant ses mandats de maire de Questembert, il a notamment fait construire la nouvelle mairie et le groupe scolaire Beau-Soleil.